# Pitocles d'Atenes
Pitocles d'Atenes (en llatí Pythocles, en grec antic Πυθοκλη̂ς) va ser un orador atenenc.
Era membre del partit favorable al regne de Macedònia i al rei Filip II. Va ser executat juntament amb Foció l'any 317 aC, segons diu Plutarc.